# Mungos
Genre
Ce genre comprend deux espèces :
- Mungos gambianus (Ogilby, 1835) — mangouste de Gambie[1]
- Mungos mungo (Gmelin, 1788) — mangouste rayée